# Togaviridae
Togaviridae su porodica virusa, u koju ubrajamo dva roda virusa:
- rod Alphavirus: npr. virus istočnog konjskog encefalitisa, virus zapadnog konjskog encefalitisa, virus venecuelanskog konjskog encefalitisa, virus rijeke Ross
- rod Rubivirus: jedini pripadnik Rubella virus

Togavirusi pripadaju IV grupi virusa prema Baltimorskoj klasifikaciji. Genom im je jednolačana pozitivna RNK duga 10,000-12,000 nukleotida. Promjer viriona je oko 70 nm, kubične je simetrije s lipoproteinskim omotačem koji sadrži glikoproteinske peplomere. Replikacija je u citoplazmi a ćeliju napuštaju pupljenjem kroz ćelijsku membranu. Virusi ove porodice su osjetljivi na povišenu temperaturu, organske rastvarače i nisku pH vrijednost. Infekcija kod čovjeka je citolitičkog tipa i dovodi do prekida sinteze ćelijskih makromolekula. Široko su rasprostranjeni. 